# Proposition 69
La proposition 69, officiellement intitulée DNA Samples. Collection. Database. Funding. Initiative Statute, est une loi d'État votée par référendum en Californie, en 2004, et mise en application à partir de 2009.
Elle est une proposition visant à permettre de recueillir des échantillons ADN de toute personne arrêtée et soupçonnée d'avoir commis un crime (felony). La proposition est soumise à référendum le 2 novembre 2004, et acceptée par 62 % des votants , donnant naissance au DNA Fingerprint, Unsolved Crime and Innocence Protection Act. Jusqu'à 2009, en vertu de cette proposition, seules les personnes condamnées étaient fichées, mais la proposition prévoyait qu'à partir de cette date, les personnes arrêtées le seraient aussi. Préalablement à cette loi, les officiers de police recueillaient les empreintes digitales de toute personne arrêtée . En 2008, la base de données comportait le profil d'1,2 million de personnes condamnées (ceci exclut donc les profils enregistrés de personnes simplement arrêtées) , contre 274 000 avant 2004 .

## Mesures mises en œuvre par la loi
Selon les statistiques officielles de 2003, plus d'un demi-million de personnes étaient arrêtées chaque année et soupçonnées d'avoir commis une felony, dont à peu près un tiers sont par la suite acquittés ou bénéficient d'un non-lieu . En vertu de cette proposition, soutenue par le gouverneur Arnold Schwarzenegger, toutes ces personnes, condamnées ou reconnues innocentes de crimes pouvant aller du simple vol au meurtre, en passant par l'émission de faux chèques ou le hacking informatique, seront fichés sur une base de données génétique  et s'ajouteront aux 274 000 personnes déjà fichées en 2004 à la suite d'une condamnation pour un crime (felony) à caractère violent . Contrairement à d'autres fichiers similaires, et en vertu du Forensic Identification Data Base and Data Bank Act de 1998, loi californienne qui prévoyait le recueil d'échantillons génétiques de personnes condamnées pour crime grave, les échantillons ADN eux-mêmes sont conservés, et pas simplement l'empreinte génétique numérisée . Si 35 autres États fédérés recueillaient alors les échantillons ADN de personnes condamnées pour felony, la Louisiane était le seul autre État à recueillir ceux des personnes simplement arrêtées .
La proposition 69 avait un effet rétroactif, permettant à l'État californien de requérir des personnes qui avaient été arrêtées par le passé, même s'il elles avaient été par la suite acquittées, de réclamer leur échantillon ADN . Cependant, cette mesure rétroactive a été annulée par un juge fédéral en avril 2005 .
En cas d'acquittement, la personne peut demander au juge qu'elle soit retirée de la base de données ; toutefois, en cas de refus du juge, il n'y a aucune possibilité de recours . Le juge ne peut donner son accord si le procureur général s'y oppose . De plus, en raison de sa complexité, la procédure de demande de retrait requiert l'assistance d'un avocat, procédure coûteuse.
L'accès à la base de données est fort étendu (laboratoires privés, bureaux du procureur général, forces locales de maintien de l'ordre et Codis, la base fédérale de données ADN gérée par le FBI) . Chaque échantillon recueilli est comparé par un laboratoire à Richmond avec une base de données comportant les échantillons ADN prélevés sur des scènes de crime .
La loi créé aussi un nouveau crime (felony) punissable de deux à quatre ans de prison, s'appliquant à toute personne dont un échantillon ADN ou une empreinte digitale a été demandée et qui manipulerait (tamper) ces échantillons et/ou empreintes d'une façon ou d'une autre .
Chaque test, effectué en grattant la joue avec un coton-tige, coûtait en 2004 entre 50 et 60 dollars . Le coût annuel du programme est estimé à 20 millions de dollars .

## Débat
L'argumentaire officiel en faveur de la proposition 69 a été signé par le gouverneur Arnold Schwarzenegger, le procureur général (state attorney) de Californie Bill Lockyer ,,, le procureur général de Los Angeles (LA Country District Attorney) Steve Cooley (en), le président de l'association des procureurs de district de Californie David W. Paulson, le président de l'Association des enquêteurs californiens sur les attaques sexuelles Scott Currie et le président de l'Association des gardiens de la paix de Californie Jerry Adams .
Les arguments officiels opposés à la Proposition ont été signés, eux, par Beth Givens, le directeur du Privacy Rights Clearinghouse, le secrétaire du Privacy & Freedom Center de l'American Conservative Union Bob Barr, le secrétaire du Conseil pour des Génétiques Responsables (Council for Responsible Genetics (en)) Paul Billings, et par le directeur de l'Association nationale de la Police noire (National Black Police Association (United States) (en)) Ronald E. Hampton .
L'Union américaine pour les libertés civiles (ACLU) a porté plainte en décembre 2004 devant la cour fédérale de district de Californie contre cette loi ,. D'autres adversaires rappellent que des statistiques font écho d'un taux d'erreur de 3 % dans les meilleurs laboratoires, ce qui, à l'échelle de la Californie, se concrétiserait par l'inclusion erronée de 15 000 personnes par an dans ces fichiers .

## La proposition aujourd'hui
Le procureur général de Californie, Jerry Brown, a autorisé en avril 2008 les recherches « familiales » sur la base de données : la police est autorisée à rechercher des échantillons ne correspondant pas exactement à la même personne, mais à quelqu'un de son entourage familier .
Depuis la promulgation de cette loi, la Californie a été imitée par d'autres États : outre la Louisiane et la Virginie, dix autres États recueillaient, en 2008, les échantillons ADN de personnes simplement arrêtées . En 2009, un autre État s'est ajouté à la liste, ainsi que le gouvernement fédéral . Le gouvernement fédéral a en effet aussi décidé de recueillir les empreintes génétiques de toute personne arrêtée en relation avec un crime fédéral, ce qui susciterait une augmentation importante de la base Codis du FBI, ainsi que des bases de la Border Patrol et de l'Internal Revenue Service .